# الحسين في الفكر المسيحي (كتاب)
الحسين في الفكر المسيحي هو عنوان كتاب من تأليف الدكتور أنطون بارا المسيحي باللغة العربية، حيث قام المؤلف بمقارنة حياة عيسى ومماته من وجهة النظر المسيحية وحياة الحسين ومماته من وجهة النظر الإسلامية باستخدام النظريات الإسلامية والمسيحية. قام المؤلف بمزيد من الدراسات التاريخية وأضاف ملحقات وهوامش للكتاب.لقد اختلفت طريقة تأليف المؤلف ونظرته لهذا الكتاب، عما كتبه المسلمون والمستشرقون كما يعتقد الكثير أنه كتب من دون تحيز.و اعترف المؤلف انه لم يعد يستطيع تأليف مثل هذا الكتاب. 
ترجم الكتاب إلى 17 لغة وتم نشره لأول مرة في عام 1979.

## هدف التاليف
لقد أشار المؤلف إلى هدفه لتاليف الكتاب كما قال:«كنت في زيارة للمرجع الديني محمد الشيرازي فسألني يوماً: «هل تعرف شيئا عن ملحمة كربلاء؟» فأجبته ان معرفتي من خلال ما قرأته في المدرسة والتاريخ ولكن ليس بطريقة متعمقة، فأهداني بعض الكتب عنها، فأخذتها وقراتها وقمت بوضع هوامش وملاحظات عليها، وكنت كلما زرته سألني عما سجلته من ملاحظات، ولما انتهيت منها قال: «لماذا لا تكتب عن كربلاء؟» وقال: «متى بدأت ستجد كل شيء ميسّرا بإذن الله تعالى وببركة سيدنا الحسين (ع)».فبهذا بدأ المؤلف بالكتابة.

## محتوى الكتاب
يرى المؤلف أن الحسين هو حفيد النبي وهما نور واحد حيث قام للحق والهداية كالمسيح فكانا في طريقٍ واحد، ويقدّسهما ويراهما رجلَينِ إلهيَّين، قاما لله، واستُشهِدا في سبيل الله، معتقداً أنّ عيسى كان شهيداً أيضاً لا كما يعتقد المسلمون أنّ الله تعالى رفعه لينصر حفيد الحسين المهديَّ.يشتمل الكتاب على ثلاثة عشر فصول كما يلي:
1. ثورة الحسين.. لمَن؟
2. فداء الحسين في الفكر المسيحي.
3. ثورة الوحي الإلهي.
4. معجزات الشهادة...
5. الأسباب البعيدة والقريبة للثورة الحسينية.
6. في عهد يزيد، الخروج.

## مقتطفات من الكتاب
لم تَحْظَ ملحمةٌ إنسانيّة في التاريخَين: القديمِ والحديث، بمِثل ما حَظِيَت ملحمةُ الاستشهاد في كربلاء، من إعجابٍ ودرسٍ وتعاطف، فقد كانت حركةً على مستوى الحادث الوجدانيّ الأكبر لأمّة الإسلام بتشكيلها المنعطفَ الروحيّ الخطيرَ الأثر في مسيرة العقيدة الإسلاميّة، والتي لولاها لكان الإسلام مذهباً باهتاً يُركَنُ في ظاهر الرؤوس، لا عقيدةً راسخةً في أعماق الصدور، وإيماناً يترعرع في وجدان كلّ مسلم.لقد كانت (كربلاء) هزّة، وأيّة هزّة..! زلزلت أركانَ الأمّة مِن أقصاها إلى أدناها، ففتّحت العيون، وأيقظت الضمائرَ على ما لسطوةِ الإفك والشرّ من اقتدار، وما للظلم من تلاميذ على استعدادٍ لزرع ذلك الظلم في تلافيف الضمائر؛ ليغتالوا تحت سُتُرٍ مزيّفة قيمَ الدِّين، وينتهكوا حقوقَ أهلية.

## ردود الفعل حول الكتاب

### المؤيدون
أثار الكتاب الكثير من ردود الفعل، فالشيعة بشكل خاص والمسلمين بشكل عام تقبلوه واعتبروه أفضل ما أُلف في الحسين.

### المعارضون
كتبت صحيفة كيهان خلال لقائها مع أنطوان بارا عن ردود الفعل حول الكتاب حيث قال: قام أحدالمتطرفين السلفيين بإصدار كتاب في رد كتاب الحسين في الفكر المسيحي بعنوان «يزيد أمير المؤمنين» بعد ثلاثة أشهر من نشر الكتاب. 
أيضاً نقل قضية محاكمتة بأنه بعد عشر سنوات من نشر الكتاب استدعته وزارة الإعلام الكويتية بتهمة التعرض لخلفاء المسلمين لعبارة في الكتاب تتحدث عن سياسة عثمان بن عفان في إدارة الحكم وقد دافع عن كلمته أمام المحكمة بمصادر موجودة في المكتبة المركزية للدولة لكن المحكمة حكمت بغرامة مقدارها خمسون ديناراً مع مصادرة الكتاب ومنعه من التداول.